# Saint-Aubin-de-Cadelech
Saint-Aubin-de-Cadelech é uma comuna francesa na região administrativa da Nova Aquitânia, no departamento Dordonha. Estende-se por uma área de 13,52 km². Em 2010 a comuna tinha 346 habitantes (densidade: 25,6 hab./km²).